# 黒住眞
黒住 真（くろずみ まこと、1950年11月3日 - ）は、日本の思想史家（日本思想史・比較思想宗教・哲学・倫理学）。東京大学名誉教授。

## 経歴
1950年、岡山県で生まれた。修道高等学校を卒業して東京大学文学部倫理学科に進み、1974年に卒業。同大学大学院に進み、1980年に博士課程を満期退学。
1980年に東京大学助手に採用され、文学部倫理学研究室に所属。その後、東京理科大学助教授に就いた。1994年に東京大学教養学部助教授となり、国文漢文学・地域文化講座を担当した。1998年、東京大学大学院総合文化研究科・教養学部教授に昇格。2004年、学位論文『近世日本社会と儒教』を東京大学に提出して学術博士の学位を取得。2016年に東京大学を定年退職し、名誉教授となった。

## 家族・親族
- 父：黒住静之は広島大学名誉教授。

## 発言
韓国メディア『中央日報』のインタビューにおいて、「北朝鮮がテポドンを飛ばしたことをもって日本の武力化の言い訳にしようと安倍晋三、麻生太郎のような指導者たちがしゃしゃり出た」「テポドンは隣の海にどぼんと落としたおもちゃのようなものだ。そんなおもちゃに全世界が動揺するというのはまったくコミックショーだ。福田康夫まで北朝鮮の日本人拉致を言い訳にしゃしゃり出ているが、人を挙げて言えないけれども、むしろ日本人たちが東アジアの罪のない人民たちを数千数万人拉致してきたと思う知性人もいる」「米国や中国、日本のような強大国が実際に国際社会でしでかしてきた罪悪に比べたら北朝鮮は単なる貧しい国、ちょっときばってみた国にすぎなかっただけだ」「朝鮮戦争で日本はどれだけ多くの金を儲け、どれだけ早く戦後の傷を復旧させることができたのか」と発言した。この発言について『週刊新潮』は、まるで北朝鮮の代弁者みたい、として報じた。

## 著作
単著
- 『近世日本社会と儒教』ぺりかん社 2003
- 『複数性の日本思想』ぺりかん社 2006
- 『文化形成史と日本』東京大学出版会 2019

共著・編著
- 『一神教とは何か：公共哲学からの問い』大貫隆・金泰昌・宮本久雄共著、東京大学出版会 2006
- 『思想の身体 徳の巻』編著、春秋社 2007
- 『日本思想史講座』(全5巻) 苅部直・佐藤弘夫・末木文美士・田尻祐一郎と編集委員、ぺりかん社 2012-2015
- 『岩波講座 日本の思想』(全8巻) 苅部直・佐藤弘夫・末木文美士と編集委員、岩波書店 2013-2014
- 『日本の祭祀とその心を知る：日本文化事始』黒住真・福田惠子共著、ぺりかん社 2021

訳書
- 『徳川イデオロギー』ヘルマン・オームス著、清水正之・豊澤一・頼住光子共訳、ぺりかん社 1990
- 『新井白石の政治戦略：儒学と史論』ケイト・W・ナカイ著、平石直昭・小島康敬共訳、東京大学出版会 2001